# Ainomyten
Ainomyten är en triptyk från 1891 av den finländske konstnären Akseli Gallen-Kallela. Den är utställd på Ateneum i Helsingfors. 
De tre målningarna är utförda med oljefärg på duk. Gallen-Kallela har även formgett ramen. Hela triptyken inklusive ram är 200 cm hög och 413 cm bred. 
Triptyken var Gallen-Kallelas första verk med motiv från det finska nationaleposet Kalevala. Den berättar i tre bilder om den unga jungfrun Ainos tragiska öde. Efter att hennes bror Joukahainen förlorat en magisk sångtävling blir Aino bortlovad till den vise Väinämöinen. Aino ville dock inte gifta sig med den gamle mannen och rymmer hemifrån. Den vänstra målningen i triptyken visar Aino och Väinämöinens första möte i skogen. Den högra målningen visar hur Aino sitter på en sten vid vattnet och sörjer sitt öde. Där hör hon Vellamos vattennymfer och beslutar sig för att dränka sig. Målningen i mitten visar deras sista möte när Väinämöinen under en fisketur får syn på Aino som själv blivit en vattennymf. Hon undkommer dock hans utsträckta armar.
Det finns en äldre version som utfördes i Paris 1889 och tillhör Finlands bank. Skisserna till den mer berömda andra målningen tillkom på Gallen-Kallelas bröllopsresa i Karelen. Han arbetade i strikt naturalistisk anda och det var hans hustru Mary Helena Slöör som stod modell för Aino. 